# Rolls-Royce 20 HP
Pour le modèle antérieur, voir Rolls-Royce 20 hp (1905).

## 20HP de 1922 à 1929
La Rolls-Royce 20HP fut produite en 2940 exemplaires.
Moteur de 3 127 cm3, 6 cylindres en ligne, refroidi par eau.
|  |  |  |